# Fanny Horn Birkeland
Fanny Horn Birkeland, geb. Fanny Welle-Strand Horn (Oslo, 8 maart 1988) is een voormalige Noorse biatlete. Ze vertegenwoordigde haar vaderland op de Olympische Winterspelen 2014 in Sotsji.

## Carrière
Horn maakte haar wereldbekerdebuut in december 2009 in Östersund, haar eerste wereldbekerpunten scoorde ze een jaar later in Hochfilzen. Tijdens de wereldkampioenschappen biatlon 2011 in Chanty-Mansiejsk was haar beste resultaat de 24e plaats op de 7,5 kilometer sprint, op de 4x6 kilometer estafette eindigde ze samen met Synnøve Solemdal, Ann Kristin Flatland en Tora Berger eindigde op de vijfde plaats. In maart 2011 behaalde Horn in Oslo haar eerste toptienklassering in een wereldbekerwedstrijd. Op de wereldkampioenschappen biatlon 2012 in Ruhpolding eindigde de Noorse als 33e op de 15 kilometer individueel, daarnaast veroverde ze samen met Elise Ringen, Synnøve Solemdal en Tora Berger de bronzen medaille op de 4x6 kilometer estafette. In Nové Město na Moravě nam ze deel aan de wereldkampioenschappen biatlon 2013. Op dit toernooi was haar beste prestatie de 35e plaats op de 7,5 kilometer sprint. Tijdens de Olympische Winterspelen 2014 in Sotsji sleepte Horn samen met Tiril Eckhoff, Ann-Kristin Flatland en Tora Berger de bronzen medaille in de wacht.
Op 16 januari 2015 boekte de Noorse in Ruhpolding haar eerste wereldbekerzege.

## Resultaten

### Olympische Winterspelen
| Jaar | Plaats | Resultaten       |
| ---- | ------ | ---------------- |
| 2014 | Sotsji | 4x6 km estafette |

### Wereldkampioenschappen
| Jaar | Plaats               | Resultaten                                                                                               |
| ---- | -------------------- | --- |
| 2011 | Chanty-Mansiejsk     | 29e 15 km individueel 24e 7,5 km sprint 31e 10 km achtervolging 29e 15 km massastart 5e 4x6 km estafette |
| 2012 | Ruhpolding           | 33e 15 km individueel · 4x6 km estafette                                                                 |
| 2013 | Nové Město na Moravě | 54e 15 km individueel 35e 7,5 km sprint 37e 10 km achtervolging                                          |

### Wereldbeker
Eindklasseringen
| Seizoen   | Algemeen | Individueel | Sprint | Achtervolging | Massastart |
| --------- | -------- | ----------- | ------ | ------------- | ---------- |
| 2010/2011 | 47e      | 52e         | 36e    | 52e           | 47e        |
| 2011/2012 | 47e      | 25e         | 49e    | 57e           | 47e        |
| 2012/2013 | 33e      | -           | 27e    | 37e           | 33e        |
| 2013/2014 | 27e      | 59e         | 27e    | 19e           | 27e        |
| 2014/2015 | 28e      | -           | 23e    | 31e           | 28e        |
| 2015/2016 | 29e      | 21e         | 37e    | 25e           | 33e        |
| 2016/2017 | 47e      | -           | 38e    | 51e           | 46e        |

Wereldbekerzeges
| Nr.         | Datum            | Plaats      | Onderdeel          |
| Individueel | Individueel      | Individueel | Individueel        |
| ----------- | ---------------- | ----------- | ------------------ |
| 1.          | 16 januari 2015  | Ruhpolding  | 7,5 km sprint      |
| Estafettes  |                  |             |                    |
| 1.          | 27 november 2016 | Östersund   | Gemengde estafette |